# 金洸民
金洸民（キム・グァンミン、Kim Gwong Min、1988年4月2日 - ）は、韓国出身のラグビー選手。ポジションはウィング。

## 来歴
延世大学校出身、尚武 を経て、韓国電力に入団。韓国代表。
2021年、東京五輪の7人制韓国代表に選ばれた。